# Exetastes gussakovskii
Exetastes gussakovskii är en stekelart som beskrevs av Meyer 1929. Exetastes gussakovskii ingår i släktet Exetastes och familjen brokparasitsteklar. Inga underarter finns listade i Catalogue of Life.